# Stormähren
Stormähren var ett västslaviskt rike i Centraleuropa som existerade från omkring 800 till början av 900-talet. Stormährens centrum anses vara förlagt till Mähren, medan andra forskare, anger att det ursprungligen skall ha legat vid floden Sava, med centrum inte långt från nuvarande Belgrad och att tyngdpunkten i mitten eller under andra hälften av 800-talet försköts till nuvarande Tjeckien.
De första byzantiska missionärerna kom till riket omkring 860 för att introducera kristendomen för slaverna. Det var de två bröderna från Thessaloniki, Konstantin, sedermera känd som Kyrillos (död 869) och Methodios (död 885).
Stormähren försvagades av inbördeskrig för att sedan splittras av ungrarna och frankerna i början av 900-talet.
Den grekiska termen Megale Moravia, Stormähriska riket,  började användes först omkring 950, långt efter det att riket gått under. Stormährens kulturella arv finns bevarat än i dag. Det var i Stormähren som det glagolitiska alfabetet kom att användas först i en större omfattning, även om det inte fick någon djupare historisk betydelse då riket snart tvingades övergå till det latinska alfabetet efter att ha ställt sig under de katolska karolingernas beskydd. Stormähren fick även betydelse för tjecker och slovaker i deras frihetssträvan under 1800-talet.